# Covariância
Em teoria da probabilidade e na estatística, a covariância, ou variância conjunta, é uma medida do grau de interdependência (ou inter-relação) numérica entre duas variáveis aleatórias. Assim, variáveis independentes têm covariância zero.
A covariância é por vezes chamada de medida de dependência linear entre as duas variáveis aleatórias.

## Definição formal
A covariância ou variância conjunta é um momento conjunto de primeira ordem das variáveis aleatórias X e Y, centrados nas respectivas médias. É a média do grau de interdependência ou inter-relação numérica linear entre elas.
Se a variável for discreta, a covariância pode ser calculada de duas formas: 
- {\displaystyle \operatorname {cov} (X,Y)=\sum _{i=1}^{n}\left[\left(x_{i}-\mu _{i}^{x}\right)\left(y_{i}-\mu _{i}^{y}\right)p(x_{i},y_{i})\right]}, onde {\displaystyle p(x_{i},y_{i})} é a frequência relativa (ou probabilidade de ocorrer o par {\displaystyle (x_{i},y_{i})} e {\displaystyle \mu _{i}^{var}} é a média para os valores da variável indicada.
- {\displaystyle \operatorname {cov} (X,Y)={\frac {1}{n}}\left[\sum _{i=1}^{n}x_{i}y_{i}-{\frac {1}{n}}\left(\sum _{i=1}^{n}x_{i}\right)\left(\sum _{i=1}^{n}y_{i}\right)\right]}

## Prova matemática
Em teoria da probabilidade e na estatística, a covariância entre duas variáveis aleatórias reais X e Y, com valores esperados {\displaystyle \operatorname {E} (X)=\mu _{X}} e {\displaystyle \operatorname {E} (Y)=\mu _{Y}} é definida como uma medida de como duas variáveis variam conjuntamente:
{\displaystyle \operatorname {cov} (X,Y)=\operatorname {E} [(X-\mu _{X})(Y-\mu _{Y})],\,}
onde {\displaystyle E()} é o operador do valor esperado. Desenvolvendo a expressão para a Covariância, temos:
{\displaystyle \operatorname {cov} (X,Y)=\operatorname {E} [(X-\mu _{X})(Y-\mu _{Y})]}

{\displaystyle \operatorname {cov} (X,Y)=\operatorname {E} [(X-\operatorname {E} (X))(Y-\operatorname {E} (Y))]}

{\displaystyle \operatorname {cov} (X,Y)=\operatorname {E} [XY-X\operatorname {E} (Y)-Y\operatorname {E} (X)+\operatorname {E} (X)\operatorname {E} (Y)]}
Usando a propriedade de que a Esperança (Valor esperado) de uma variável aleátória X qualquer é um operador linear, determinamos que a Esperança de uma soma é a soma das Esperanças:
{\displaystyle \operatorname {cov} (X,Y)=\operatorname {E} (XY)-\operatorname {E} [X\operatorname {E} (Y)]-\operatorname {E} [Y\operatorname {E} (X)]+\operatorname {E} [\operatorname {E} (X)\operatorname {E} (Y)]\ }

Novamente utilizando da linearidade da Esperança, temos que a Esperança de uma constante K qualquer multiplicada pela variável X é equivalente à constante K multiplicada pela Esperança da variável X. Sendo a Esperança de X um número qualquer definido no conjunto dos Números Reais, podemos fatorá-la em dois fatores:

{\displaystyle \operatorname {cov} (X,Y)=\operatorname {E} (XY)-\operatorname {E} (Y)\operatorname {E} (X)-\operatorname {E} (X)\operatorname {E} (Y)+\operatorname {E} (X)\operatorname {E} (Y)}

Isto equivale à seguinte fórmula, a qual é geralmente usada para fazer os cálculos:
{\displaystyle \operatorname {cov} (X,Y)=\operatorname {E} (XY)-\operatorname {E} (X)\operatorname {E} (Y)\,}
Se X e Y são independentes, então a sua covariância é zero. Isto acontece porque sob independência: 
{\displaystyle E(XY)=\operatorname {E} (X)\operatorname {E} (Y)=\mu _{X}\mu _{Y}}.
Assim:
{\displaystyle \operatorname {cov} (X,Y)=\operatorname {E} (XY)-\operatorname {E} (X)\operatorname {E} (Y)\,}
{\displaystyle \operatorname {cov} (X,Y)=\operatorname {E} (X)\operatorname {E} (Y)-\operatorname {E} (X)\operatorname {E} (Y)}
{\displaystyle \operatorname {cov} (X,Y)=0}
O inverso, no entanto, não é verdadeiro: é possível que X e Y não sejam independentes e terem no entanto covariância zero. Variáveis aleatórias cuja covariância é zero são chamadas descorrelacionadas. 

## Propriedades da Covariância
Se X e Y são variáveis aleatórias de valor real e a, b, c e d constantes ("constante", neste contexto, significa não aleatória), então os seguintes factos são uma consequência da definição da covariância:
{\displaystyle \operatorname {cov} (X,X)=\operatorname {var} (X)\,}
{\displaystyle \operatorname {cov} (X,Y)=\operatorname {cov} (Y,X)\,}
{\displaystyle \operatorname {cov} (aX+b,cY+d)=a\ c\ \operatorname {cov} (X,Y)\,}
{\displaystyle \operatorname {cov} \left(\sum _{i}{X_{i}},\sum _{j}{Y_{j}}\right)=\sum _{i}{\sum _{j}{\operatorname {cov} \left(X_{i},Y_{j}\right)}}\,}
Para variáveis aleatórias em vetores coluna X e Y com respectivos valores esperados μX e μY, e n e m de componentes escalares respectivamente, a covariância é definida como matriz n×m
{\displaystyle \operatorname {cov} (X,Y)=\operatorname {E} ((X-\mu _{X})(Y-\mu _{Y})^{\top }).\,}
Para variáveis aleatórias em vetor, cov(X, Y) e cov(Y, X) são a transposta de cada um.

## Relação entre variância e covariância
A covariância entre duas variáveis pode ser obtida de dados de variância. Para variáveis aleatórias X e Y, sejam:
- {\displaystyle \operatorname {var} (X)\,} é a variância populacional de X
- {\displaystyle \operatorname {var} (Y)\,} é a variância populacional de Y
- {\displaystyle \operatorname {var} (X+Y)\,} é a variância populacional de uma variável obtida a partir da soma simples das variáveis X e Y.
- "a" e "b" são constantes

Então, teremos:
{\displaystyle \operatorname {cov} (X,Y)={\frac {\operatorname {var} (aX+bY)-a^{2}\operatorname {var} (X)\,-b^{2}\operatorname {var} (Y)\,}{2ab}}}

## Outras nomenclaturas
A covariância é por vezes chamada de medida de dependência linear entre as duas variáveis aleatórias. 
O Coeficiente de Correlação Linear é um conceito relacionado usado para medir o grau de dependência linear entre duas variáveis, variando entre -1 e 1, indicando o sentido da dependência.

## Exemplo de cálculo de covariância populacional
Seja X a variável "altura dos jogadores de basquete" e seja Y a variável "peso dos mesmos atletas". A partir desses dados, é possível montar uma tabela com os desvios em relação a média. Essa tabela auxilia no cálculo da covariância:
| Atleta              | Variável X (altura em metros)                                                                         | Variável Y (peso em kg)                                                                                 | Desvio de X (valor menos média da variável) | Desvio de Y (valor menos média da variável) | Multiplicação dos desvios                        |
| ------------------- | --- | --- | ------------------------------------------- | ------------------------------------------- | ------------------------------------------------ |
| 1) Pedro            | 1,95                                                                                                  | 93,1 | -0,038                                      | -1,34                                       | -0,038*-1,34=+0,05092                            |
| 2) João             | 1,96                                                                                                  | 93,9 | -0,028                                      | -0,54                                       | -0,028*-0,54=+0,01512                            |
| 3) José             | 1,95                                                                                                  | 89,9 | -0,038                                      | -4,54                                       | -0,038*-4,54=+0,17252                            |
| 4) Renato           | 1,98                                                                                                  | 95,1 | -0,008                                      | +0,66                                       | -0,008*0,66=-0,00528                             |
| 5) André            | 2,10                                                                                                  | 100,2                                                                                                   | +0,112                                      | +5,76                                       | 0,112*5,76=0,64512                               |
| Soma                | {\displaystyle {\color {Red}\sum _{x=1}^{N}x}}= 1,95+1,96+...+2,10=9,94                               | {\displaystyle {\color {Sepia}\sum _{y=1}^{N}y}}{\displaystyle =472{,}2}                                | A soma de desvios é sempre igual a zero     | A soma de desvios é sempre igual a zero     | +0,05092+0,01512+0,17252-0,00528+0,64512=0,8784. |
| Número de elementos | N = 5 alturas medidas                                                                                 | N = 5 pesos medidos                                                                                     | 5 desvios calculados                        | 5 desvios calculados                        | 5 multiplicações feitas                          |
| Média               | {\displaystyle {\frac {\color {Red}\sum _{x=1}^{N}x}{N}}}{\displaystyle ={\frac {9{,}94}{5}}=1{,}988} | {\displaystyle {\dfrac {\color {Sepia}\sum _{y=1}^{N}y}{N}}}{\displaystyle ={\frac {472,2}{5}}=94{,}44} | A média de desvios é sempre igual a zero    | A média de desvios é sempre igual a zero    | 0,8784/(5)=0,17568=covariância de X e Y          |